# エデンの東 (宝塚歌劇)
『エデンの東』（エデンのひがし）は、宝塚歌劇団のミュージカル作品。花組公演。形式名は「ミュージカル」。宝塚・東京における本公演は24場。原作はジョン・スタインベックの同名小説。脚本・演出は谷正純。宝塚・東京における本公演と全国ツアーの併演作品は『ダンディズム!』。宝塚大劇場公演は真矢みきと純名里沙のトップお披露目公演。

## 公演期間と公演場所
- 1995年6月30日 - 8月7日（新人公演：7月18日）　宝塚大劇場[1]
- 1995年11月3日 - 11月27日（新人公演：11月14日）　東京宝塚劇場[2]
- 1996年9月14日 - 10月6日　地方公演(全国ツアー)[3]

### 地方公演（全国ツアー）の日程
- 9月14日・15日　市川市文化会館[3]
- 9月16日　川口総合文化センター[3]
- 9月18日・19日　静岡市民文化会館[3]
- 9月21日・22日　仙台・イズミティ21[3]
- 9月23日・24日　宇都宮市文化会館[3]
- 9月26日　呉市文化ホール[3]
- 9月27日 - 29日　広島郵便貯金会館[3]
- 10月1日・2日　鹿児島県文化センター[3]
- 10月4日 - 6日　福岡市民会館[3]

## ストーリー
※『宝塚歌劇100年史（舞台編）』の宝塚大劇場公演参考。
19世紀初頭のカリフォルニア州。双子の兄・アロンだけを気に入る父親の態度に孤独感を深めていたキャルは、死んだと聞かされていた母親が実は父を捨て今も生きていると知り、母への憎悪をも募らせる。そんなキャルがアロンの恋人・アブラと出会い、急接近する。親子、兄弟の愛と憎しみ、切ない恋といったテーマを描いた作品。

## スタッフ（宝塚・東京）
※氏名の後ろに「宝塚」、「東京」の文字がなければ両劇場共通。
- 日本語脚本監修：林徹麿[1]
- 作曲・編曲：吉崎憲治[1]
- 編曲：宮原透[1]
- 振付：尚すみれ[1]
- 音楽指揮：岡田良機（宝塚）[1]、伊沢一郎（東京）[2]
- 演奏：東宝オーケストラ（東京）[2]
- 装置：関谷敏昭[1]
- 衣装：任田幾英[1]
- 照明：勝柴次朗[1]
- 音響：加門清邦[1]
- 小道具：伊集院撤也[1]
- 効果：三尾典正[1]
- 演技指導：村田富久[1]
- 演出助手[1]：藤井大介/荻田浩一
- 装置補：広森守[1]
- 衣装補：田口美香[1]
- 舞台進行：森田智広[1]
- 舞台監督[2]：佐田民夫（東京）/伏見悦夫（東京）/八木千寿子（東京）/斉藤安彦（東京）
- 製作担当：津村健二（東京）[2]
- 制作：久保孝満[1]
- 衣装生地提供：株式会社クラレ
- メークアップ協力：マックス・ファクター
- 演出担当（新人公演）：藤井大介

## 特別出演（宝塚・東京）
- 立ともみ（専科）[1]
- 汝鳥伶（専科）[1]

## 主な配役

### 宝塚・東京
※下記のデータは宝塚・東京共通。「（）」は新人公演。
- カレブ・トラスク(キャル。アダムの息子。ナイーブで感受性が強い) - 真矢みき（伊織直加）[1]
- アブラ・ベーコン(サリナスに住む少女。トラスク家の兄弟に愛される) - 純名里沙（大鳥れい）[1]
- アロン・トラスク(アダムの息子。キャルの双子の兄) - 愛華みれ（千波ゆう）[1]
- ジョー(ケイトの店の用心棒) - 紫吹淳
- アブラハム(旅回り演芸一座の座長) - 海峡ひろき
- ホレス・クイーン(保安官) - 立ともみ
- アダム・トラスク(サリナスへの入植者で農場主。双子の父親) - 汝鳥伶（香織ゆたか）[1]
- ウィル・カミルトン(実業家) - 未沙のえる
- ケイト(キャシー・エイムズ。酒場の女主人で双子の母親) - 美月亜優（みずき愛）[1]
- モーゼ(予言者)／リー(中国人。トラスク家の使用人) - 天地ひかり
- サラ(演芸一座の座員) - 詩乃優花
- ノア(演芸一座の座員) - 匠ひびき
- アン(ケイトの店の女) - 渚あき
- セルマ(ジョーの恋人) - 千紘れいか

### 全国ツアー
- キャル - 真矢みき[3]
- アブラ - 純名里沙[3]
- アロン - 匠ひびき[3]
- アダム・トラスク - 汝鳥伶[3]
- ケイト - 美月亜優[3]
- ジョー - 初風緑[3]
- セルマ - 千紘れいか[3]